# Ariel Santana
Ariel Josué Santana Céspedes (San José, 21 de enero de 1988) es un futbolista costarricense que juega como delantero y actualmente milita en el Uruguay de Coronado de la Primera División de Costa Rica.

## Clubes
| Club                | País       | Año             |
| ------------------- | ---------- | --------------- |
| UCR Fútbol Club     | Costa Rica | 2008-2010       |
| Deportivo Pereira   | Colombia   | 2009            |
| Ramonense           | Costa Rica | 2010            |
| Puntarenas FC       | Costa Rica | 2010-2011       |
| Belén FC            | Costa Rica | 2011-2014       |
| Uruguay de Coronado | Costa Rica | 2015-actualidad |